# Gustavo Dudamel
Gustavo Adolfo Dudamel Ramírez (Barquisimeto, 26 gennaio 1981) è un violinista e direttore d'orchestra venezuelano. Già Direttore Musicale dell'Orchestra Sinfonica di Göteborg, dirige l'orchestra nazionale del Venezuela (la Orquesta Sinfónica Simón Bolívar) ed è Direttore Musicale della Los Angeles Philharmonic.

## Biografia
Nato in una famiglia di musicisti (il padre è trombonista), impara a suonare il violino all'età di dieci anni, grazie alla scuola venezuelana El Sistema. Allievo di Rodolfo Saglimbeni e José Antonio Abreu, per quanto riguarda la direzione, riesce a vincere all'età di ventitré anni (2004) il concorso per direttori d'orchestra "Gustav Mahler". Viene notato da altri grandi direttori (Simon Rattle, Claudio Abbado ecc.) durante diverse competizioni da lui vinte ed è invitato a dirigere l'orchestra nazionale del Venezuela (Orquesta Sinfónica Simón Bolívar'). Debutta in seguito con altre orchestre internazionali come la Philharmonia Orchestra, l'Orchestra filarmonica d'Israele, la Los Angeles Philharmonic, la City of Birmingham Symphony Orchestra, la Staatskapelle Dresden, l'Orchestra Sinfonica di Radio Stoccarda (con cui ha tenuto il concerto per l'ottantesimo compleanno di papa Benedetto XVI), i Wiener Philharmoniker, i Berliner Philharmoniker, la San Francisco Symphony e la Royal Liverpool Philharmonic.
Dal 2007 al 2012 è stato Direttore Musicale dell'Orchestra Sinfonica di Göteborg.
Nel 2009 è stato insignito del titolo di “Cavaliere” dell'Ordine delle Arti e delle Lettere in Francia dal ministro della cultura francese Frédéric Mitterrand. Dal 2009 è Direttore Musicale della Los Angeles Philharmonic Orchestra.
Nel 2012 la rivista Musical America gli ha conferito il premio del 2013 "Musicista dell'anno", che gli è stato consegnato in dicembre nella cerimonia al Lincoln Center.
Il 1 Gennaio 2017 ha diretto il concerto di Capodanno di Vienna nella 
sala dorata.

### Direttore musicale, Los Angeles Philharmonic (LAP)
Dudamel ha fatto il suo debutto con la Los Angeles Philharmonic (LAP) all'Hollywood Bowl il 13 settembre 2005 in un programma composto da "La Noche de los Mayas" di Silvestre Revueltas e la Sinfonia n. 5 di Tchaikovsky. Dudamel è stato successivamente invitato a dirigere l'orchestra alla Walt Disney Concert Hall nel gennaio 2007 nelle esecuzioni di "Dances of Galánta" di Zoltán Kodály, il terzo concerto per pianoforte di Sergei Rachmaninoff con Yefim Bronfman come solista, e il Concerto per orchestra di Béla Bartók (l'ultimo dei quali è stato registrato dal vivo e successivamente pubblicato dalla Deutsche Grammophon).
Nell'aprile 2007 la LAP annunciò la nomina di Dudamel come suo prossimo Direttore Musicale, a partire dalla stagione 2009-2010. Il suo contratto iniziale a Los Angeles era di cinque anni, a partire da settembre 2009. Nel febbraio 2011 l'orchestra ha annunciato l'estensione del contratto di Dudamel fino alla fine della stagione 2018-2019. Nel marzo 2015 il contratto è stato esteso fino alla stagione 2021-2022. Nel 2020 l'annuncio che il contratto con la LAP è stato esteso fino alla stagione 2025-2026. 

### Direttore musicale della New York Philharmonic
Nel febbraio 2023, Dudamel ha annunciato che avrebbe lasciato la LAP alla conclusione della stagione 2025-2026 per diventare Direttore Musicale della New York Philharmonic.

## Discografia parziale
- Beethoven, Sinf. n. 3/Egmont/Creature di Prometeo - Dudamel/SBSOV, 2012 Deutsche Grammophon
- Ludwig van Beethoven: Sinfonie n. 5 e n. 7, Simon Bolivar Youth Orchestra of Venezuela - Direttore Gustavo Dudamel - Settembre 2006 - Deutsche Grammophon - disco d'oro.
- Brahms: Sinfonia n. 4, Los Angeles Philharmonic & Gustavo Dudamel 2011 Deutsche Grammophon - Grammy Award for Best Orchestral Performance 2012
- Brahms, Conc. pf. n. 1-2 - Barenboim/Dudamel/Staatskapelle Berlin, 2015 Deutsche Grammophon
- Ciaikovsky, Romeo e Giulietta/Amleto/La tempesta - Dudamel/SBSOV, 2010 Deutsche Grammophon
- Gustav Mahler: Sinfonia n. 5, Simon Bolivar Youth Orchestra of Venezuela - Direttore Gustavo Dudamel - Maggio 2007 Deutsche Grammophon
- Mahler, Sinf. n. 7 - Dudamel/SBSOV, 2012 Deutsche Grammophon
- Mahler, Sinf. n. 9 (Live, Los Angeles Disney Concert Hall, 2012) Dudamel/LAPO, Deutsche Grammophon
- Rachmaninov: Piano Concerto No. 3 in D Minor, Op. 30 - Prokofiev: Piano Concerto No. 2 in G Minor, Op. 16 (Live From Centro de Acción Social por la Música, Sala Simón Bolivar, Caracas/2013) - Simón Bolívar Symphony Orchestra of Venezuela/Yuja Wang/Gustavo Dudamel, 2013 Deutsche Grammophon - nona posizione nella Classical Albums
- Strauss, R., Così parlò Zarat/Till/Don Juan (Live, Berlin Philharmonie) - Dudamel/BPO, 2012 Deutsche Grammophon
- Stravinsky Revueltas, Sagra della primavera/La noche de los Mayas - Dudamel/SBYOV, 2010 Deutsche Grammophon
- Dudamel, Dance and waves. Summer Night Concert Schönbrunn 2012 - Dudamel/WPO, Deutsche Grammophon
- Dudamel, Discoveries. Best of Dudamel - Dudamel/SBYOV/BPO/WPO/Gothenbutg SO, 2006/2008 Deutsche Grammophon - terza posizione in Svezia
- Dudamel, Fiesta - Dudamel/SBYOV, 2007 Deutsche Grammophon (musiche di Silvestre Revueltas, Alberto Ginastera, Leonard Bernstein) - 2 dischi di platino.
- Dudamel, Discoveries. Best of Dudamel + Documentario 'The Promise of Music' - Dudamel/SBYOV/BPO/WPO/Gothenbutg SO, 2006/2010 Deutsche Grammophon
- Libertador (film) colonna sonora, Deutsche Grammophon
- New Year's Concert 2017, Gustavo Dudamel - Sony - prima posizione in Austria per 3 settimane, settima in Svizzera ed ottava in Spagna

## DVD & BLU-RAY parziale
- Brahms Haydn Beethoven, Variazioni Haydn/Conc. per vlc./Sinf. n. 5 - Dudamel/BPO/Capuçon, 2012 Deutsche Grammophon
- Mahler, Sinf. n. 8 (Live, Caracas) - Dudamel/LAPO/SBSOV, 2012 Deutsche Grammophon
- Mendelssohn, Sinf. n. 3 (solo su LP) - Dudamel/WPO, 2011 Deutsche Grammophon